# 台岛蛙
台岛蛙（学名：Rana taiwaniana）为赤蛙科赤蛙屬的两栖动物，是台湾的特有物种。分布于台湾本岛。该物种的模式产地在台湾阿里山。